# I Know This Boy
I Know This Boy è il quinto album studio della Oi! band Klasse Kriminale.

## Brani
1. Lungo il Fiume di Zinola
2. S. 1 U. O S. 1 R.
3. Chose Life
4. Kidz & Queens (I Know This Boy)
5. Volti Spenti Maschere Lucenti
6. Ci Incontreremo Ancora un Giorno
7. Kidz & Queens (I'm A Punk...)
8. Shake
9. Me Wanna Change Le Monde
10. Lost in The Supermarket
11. La Ragazza dalla T-Shirt degli "Angelic Upstarts"
12. Mutiny On The World
13. Angel With Dirty Faces (Live)
14. Ragazzi Come Tu & Me (Live)